# Toxoplasmosis
Toxoplasmosis là một bệnh ký sinh trùng do Toxoplasma gondii gây ra. Nhiễm trùng toxoplasmosis thường không gây ra triệu chứng rõ ràng ở người lớn. Thỉnh thoảng có thể có trường hợp triệu chứng của bệnh như cúm nhẹ, đau cơ và hạch bạch huyết xuất hiện trong một vài tuần hoặc vài tháng. Trong một số ít người, vấn đề về mắt có thể phát triển. Ở những người có hệ miễn dịch yếu, các triệu chứng nghiêm trọng như co giật và phối hợp kém có thể xảy ra. Nếu bị nhiễm trong khi mang thai, một tình trạng được gọi là nhiễm toxoplasma bẩm sinh có thể ảnh hưởng đến đứa trẻ.
Toxoplasmosis thường lây lan bằng cách ăn thức ăn kém nấu chín có chứa u nang, tiếp xúc với phân mèo bị nhiễm bệnh, và từ mẹ sang con khi mang thai nếu người mẹ bị nhiễm bệnh. Hiếm khi bệnh có thể lây nhiễm do truyền máu. Nó không lây lan giữa người khác. Ký sinh trùng này chỉ được biết là sinh sản hữu tính trong họ mèo. Tuy nhiên, nó có thể lây nhiễm hầu hết các loại động vật máu nóng, kể cả con người. Chẩn đoán thường bằng cách xét nghiệm máu cho kháng thể hoặc bằng cách thử nghiệm dịch nôn cho DNA của ký sinh trùng.
Một nửa dân số thế giới bị nhiễm toxoplasmosis nhưng không có triệu chứng. Tại Hoa Kỳ, có khoảng 23% bị ảnh hưởng  và ở một số khu vực trên thế giới, tỉ lệ mắc bệnh này lên đến 95%. Khoảng 200.000 trường hợp mắc bệnh toxoplasma bẩm sinh xảy ra mỗi năm. Charles Nicolle và Louis Manceaux lần đầu tiên mô tả sinh vật này vào năm 1908. Năm 1941, sự lây truyền trong khi mang thai từ mẹ sang con được xác nhận.